# Baka to test to shōkanjū
Baka to test to shōkanjū (バカとテストと召喚獣?, Baka to Tesutoto shōkanjū, lett. "Scemi, esami ed evocazioni"), spesso abbreviato in Bakatesto, è una serie di light novel scritta da Kenji Inoue e illustrata da Yui Haga, la cui pubblicazione è iniziata il 29 gennaio 2007 e si è conclusa il 30 marzo 2015.
Un adattamento manga illustrato da Mosuke Mattaku è stato serializzato sulla rivista Shōnen Ace, edita da Kadokawa Shoten, dal 25 aprile 2009 al 26 luglio 2016 e in seguito raccolto in 13 volumi tankōbon. Una serie televisiva anime in due stagioni è stata prodotta da Media Factory e animata da Silver Link con la regia di Shin Ōnuma. La prima stagione è stata trasmessa dal 7 gennaio al 31 marzo 2010, mentre la seconda dall'8 luglio al 30 settembre 2011.

## Trama
La trama si svolge all'interno dell'Accademia Fumizuki (学園最底辺?, Gakuen Fumizuki), dove la vita scolastica degli studenti è fortemente condizionata dai loro risultati e voti. Come incentivo allo studio, gli studenti sono stati separati in sei classi equipaggiate con strutture via via più scadenti (in ordine discendente, dalla A alla F) a seconda dei loro risultati in un test d'ingresso. All'interno della scuola, gli studenti, supervisionati da un professore, possono evocare delle piccole creature (rappresentati miniature dello studente stesso), chiamate shōkanjū (召喚獣? lett. "Evocazioni"), che sono più o meno potenti a seconda del punteggio e dei voti dello studente.
Il protagonista, Akihisa Yoshii, e numerosi suoi amici, vengono smistati nella peggiore delle classi, la F; tra essi, anche Mizuki Himeji, studentessa timida ma estremamente dotata, che supera il test d'ingresso con il minimo del punteggio, venendo costretta ad abbandonare a causa di un malore. La storia si fonda sulla scalata della classe F nei ranghi della scuola: attraverso delle particolari guerre organizzate tra le classi, è infatti possibile guadagnare strutture migliori, strappandole alla classe sconfitta.

### Differenze tra le versioni
Le versioni anime e manga si differenziano tra loro per il modo in cui la storia viene sviluppata e gli elementi a cui viene data maggiore enfasi. L'anime è strutturato in modo da dare maggiore importanza alle scene comiche ed allo sviluppo dei singoli personaggi, mentre il manga si focalizza principalmente sulla commedia romantica e sugli scontri tra classi (essendo in questo più fedele alla trama della light novel). Per questi motivi, la storia raramente segue lo stesso filone tra le due versioni, che procedono in modo praticamente indipendente.

## Terminologia

### Shōkanjū
Uno shōkanjū (召喚獣? lett. "Evocazione") è una miniatura dello studente che la possiede e comanda, evocata tramite una parola pronunciata dallo studente stesso, "Summon!". Gli shōkanjū possono scontrarsi fra loro, e la loro potenza è determinata dal punteggio ottenuto dagli studenti negli esami, che servono loro anche per recuperare i punti persi durante gli scontri. Se uno shōkanjū viene sconfitto raggiungendo 0 punti, lo studente è costretto a sostenere delle lezioni di recupero. Tuttavia, gli shōkanjū possono essere evocati solo in presenza e con l'autorizzazione di un professore, che determinerà anche lo spazio in cui le creature potranno muoversi.
Lo shōkanjū del protagonista, Akihisa, è l'unico in grado di toccare fisicamente gli oggetti, e per questo è anche l'unico in grado di far sentire al suo studente il dolore che prova.

### Esame
Attraverso gli esami (テスト?, Tesuto), gli studenti possono guadagnare o recuperare punti per il proprio shōkanjū rispondendo alle domande di una verifica. Le verifiche possono ricoprire qualsiasi materia, e faranno guadagnare punti allo studente a seconda della materia e delle risposte corrette. Tali punti verranno utilizzati durante gli scontri degli shōkanjū per prevalere sugli avversari.

### Classe
L'Accademia Fumizuki è suddivisa in sei classi, in cui vengono smistati gli studenti a seconda del punteggio da loro ottenuto nell'esame d'ingresso annuale. Le varie classi hanno strutture di livelli differenti:
- Classe A: la migliore classe della scuola, composta da 24 maschi e 26 femmine, dotata delle migliori tecnologie: ogni banco ha un computer incorporato, la lavagna è sostituita da un megaschermo al plasma, è presente anche un distributore automatico di vivande. I 10 migliori studenti della classe A sono considerato così potenti da costituire un livello differente anche rispetto ai propri compagni di classe.
- Classe B
- Classe C
- Classe D
- Classe E
- Classe F: La peggior classe della scuola, dotata di equipaggiamenti scadenti, come tavoli da the a fare da banchi, e semplici cuscini (spesso mancanti anche di imbottitura) per sedersi; le finestre sono rattoppate e lasciano spesso entrare spifferi. Tale classe raggruppa gli studenti coi peggiori voti della scuola (e tutti i protagonisti della storia), universalmente soprannominati "scemi" (バカ?, baka). Contiene 48 studenti, di cui due sole femmine (Mizuki Himeji e Minami Shimada).

## Media

### Light novel
La serie di light novel, scritta da Kenji Inoue e illustrata da Yui Haga, è stata pubblicata dal 29 gennaio 2007 al 30 marzo 2015 sotto l'etichetta Famitsū Bunko di Enterbrain per un totale di 12 volumi che comprendono la storia principale in aggiunta a altri 6 volumi che sono raccolte di storie secondarie.
| Nº   | Data di prima pubblicazione | Data di prima pubblicazione | Data di prima pubblicazione |
| Nº   | Giapponese                  | Giapponese                  |                             |
| ---- | --------------------------- | --------------------------- | --------------------------- |
| 1    | 29 gennaio 2007             | ISBN 978-4-0472-9825-5      |                             |
| 2    | 28 aprile 2007              | ISBN 978-4-04-730339-3      |                             |
| 3    | 30 agosto 2007              | ISBN 978-4-04-730340-9      |                             |
| 3.5  | 30 gennaio 2008             | ISBN 978-4-0472-9826-2      |                             |
| 4    | 30 maggio 2008              | ISBN 978-4-04-730341-6      |                             |
| 5    | 29 novembre 2008            | ISBN 978-4-04-730342-3      |                             |
| 6    | 30 aprile 2009              | ISBN 978-4-04-730343-0      |                             |
| 6.5  | 29 agosto 2009              | ISBN 978-4-04-730344-7      |                             |
| 7    | 26 dicembre 2009            | ISBN 978-4-04-726195-2      |                             |
| 7.5  | 27 febbraio 2010            | ISBN 978-4-04-726313-0      |                             |
| 8    | 30 agosto 2010              | ISBN 978-4-04-726727-5      |                             |
| 9    | 29 gennaio 2011             | ISBN 978-4-04-727031-2      |                             |
| 9.5  | 30 giugno 2011              | ISBN 978-4-04-727332-0      |                             |
| 10   | 26 dicembre 2011            | ISBN 978-4-04-727647-5      |                             |
| 10.5 | 29 settembre 2012           | ISBN 978-4-04-728351-0      |                             |
| 11   | 30 marzo 2013               | ISBN 978-4-04-728752-5      |                             |
| 12   | 30 novembre 2013            | ISBN 978-4-04-729293-2      |                             |
| 12.5 | 30 marzo 2015               | ISBN 978-4-04-730298-3      |                             |

### Manga
Un adattamento manga intitolato Baka to test to shōkanjū (バカとテストと召喚獣?, Baka to Tesuto to shōkanjū) e disegnato da Mosuke Mattaku e Yumeuta, è stato serializzato dal 25 aprile 2009 al 26 luglio 2016 sulla rivista Shōnen Ace edita da Kadokawa Shoten. I capitoli sono stati raccolti in 13 volumi tankōbon pubblicati dal 19 dicembre 2009 al 26 novembre 2016.
Un altro adattamento manga, Baka to test to shōkanjū Spinout! Sore ga bokura no nichijō (バカとテストと召喚獣 SPINOUT! それが僕らの日常。?, Baka to Tesutoto shōkanjū SPINOUT! Sore ga bokura no nichijō.), disegnato da Namo, è stato serializzato dal 30 ottobre 2009 al 12 agosto 2012 sulla rivista online Famitsu Comic Clear edita da Enterbrain. I capitoli sono stati raccolti in 6 volumi tankōbon pubblicati dal 15 maggio 2010 al 10 agosto 2012. La serie reimmagina gli studenti dell'Accademia Fumizuki come studenti delle scuole elementari.
Un terzo adattamento manga, dal titolo Baka to test to shōkanjū ja (バカとテストと召喚獣ぢゃ?, Baka to Tesutoto shōkanjū ja) e disegnato da Koizumi, è stato serializzato dal 26 dicembre 2009 al 26 novembre 2013 sempre su Shōnen Ace. I capitoli sono stati raccolti in 4 volumi tankōbon pubblicati dal 26 agosto 2010 al 25 gennaio 2014. Si tratta di un 4-koma che non segue le vicende della light novel ma dà spazio alle attività comiche degli studenti dell'Accademia Fumizuki.
| Baka to test to shōkanjū (13 volumi)                                   |                   |                        |
| 1                                                                      | 19 dicembre 2009  | ISBN 978-4-04-715358-5 |
| 2                                                                      | 26 febbraio 2010  | ISBN 978-4-04-715388-2 |
| 3                                                                      | 24 agosto 2010    | ISBN 978-4-04-715498-8 |
| 4                                                                      | 22 gennaio 2011   | ISBN 978-4-04-715612-8 |
| 5                                                                      | 23 giugno 2011    | ISBN 978-4-04-715716-3 |
| 6                                                                      | 24 gennaio 2012   | ISBN 978-4-04-120090-2 |
| 7                                                                      | 24 luglio 2012    | ISBN 978-4-04-120330-9 |
| 8                                                                      | 19 marzo 2012     | ISBN 978-4-04-120627-0 |
| 9                                                                      | 21 giugno 2013    | ISBN 978-4-04-120732-1 |
| 10                                                                     | 25 gennaio 2014   | ISBN 978-4-04-121009-3 |
| 11                                                                     | 26 luglio 2014    | ISBN 978-4-04-101584-1 |
| 12                                                                     | 26 gennaio 2015   | ISBN 978-4-04-102280-1 |
| 13                                                                     | 26 giugno 2015    | ISBN 978-4-04-103130-8 |
| Baka to test to shōkanjū Spinout! Sore ga bokura no nichijō (6 volumi) |                   |                        |
| 1                                                                      | 15 maggio 2010    | ISBN 978-4-04-726513-4 |
| 2                                                                      | 15 settembre 2010 | ISBN 978-4-04-726750-3 |
| 3                                                                      | 14 febbraio 2011  | ISBN 978-4-04-727052-7 |
| 4                                                                      | 15 luglio 2011    | ISBN 978-4-04-727373-3 |
| 5                                                                      | 14 gennaio 2012   | ISBN 978-4-04-727767-0 |
| 6                                                                      | 10 agosto 2012    | ISBN 978-4-04-728263-6 |
| Baka to test to shōkanjū ja (4 volumi)                                 |                   |                        |
| 1                                                                      | 24 agosto 2010    | ISBN 978-4-04-715512-1 |
| 2                                                                      | 23 giugno 2011    | ISBN 978-4-04-715723-1 |
| 3                                                                      | 19 marzo 2013     | ISBN 978-4-04-120628-7 |
| 4                                                                      | 25 gennaio 2014   | ISBN 978-4-04-121010-9 |

### Anime
Un adattamento anime prodotto dallo studio d'animazione Silver Link e diretto da Shin Ōnuma fu trasmesso in Giappone tra il 7 gennaio e il 31 marzo 2010. Il 4 marzo 2010 Funimation Entertainment annunciò di aver acquisito i diritti per il Nord America e trasmise in streaming in simulcast la serie con audio originale e sottotitoli in inglese alcuni giorni dopo la trasmissione giapponese con il titolo Baka and Test – Summon the Beasts. Due episodi OAV intitolati Baka to test to shōkanjū: matsuri furono pubblicati in BD e DVD per due uscite: il primo il 23 febbraio 2011 e il secondo il 30 marzo 2011. Entrambi gli OAV sono stati pubblicati con 2–3 differenti sequenze utilizzate per la sigla di chiusura. Una seconda stagione, intitolata Baka to test to shōkanjū ni!, iniziò la messa in onda in Giappone nel luglio 2011. Il 29 novembre 2011 Animax Asia acquisì l'anime per la première della prima stagione. Il 6 maggio 2012 Animax Asia ritrasmise l'anime come parte dello show Shonen Sunday. Il 12 luglio 2012 AXN Asia, la rete televisiva "sorella" di Animax Asia, iniziò la trasmissione della prima stagione nelle Filippine come sua programmazione esclusiva. Al 25 luglio 2012 Animax Asia ha annunciato che avrebbe trasmesso la seconda stagione dal 16 agosto 2012 con il titolo Baka and Test: Summon the Beasts 2 e che gli OAV sarebbero stati trasmessi il 4 e il 5 settembre 2012.
La prima stagione fa uso di tre brani musicali come sigle, uno in apertura e due in chiusura d'episodio. La sigla di apertura è "Perfect-area Complete!" di Natsuko Aso, composta da Ken'ichi Maeyamada. Il primo tema usato in chiusura è "Baka Go Home" di Milktub e BakaTest All Stars, mentre il secondo è "Hare Tokidoki Egao" di Hitomi Harada, Kaori Mizuhashi, Emiri Katō e Tomomi Isomura. Per la serie OAV Matsuri la sigla di apertura usata è "Ren'ai Kōjō Committee" (恋愛向上committee?) di Natsuko Aso, mentre "Getsuyō wa Kirai" (月曜はキライ?) di Milktub è stato usato in chiusura. Per la seconda stagione come sigla di apertura è stato utilizzato il brano "Kimi+Nazo+Watashi de Jump!!" (君+謎+私でJUMP!!?) di Larval Stage Planning, composta dalle cantanti di I've Sound Airi Kirishima, Nami Maisaki e Rin Asami. In chiusura è stato usato invece il brano "Eureka Baby" (エウレカベイビー?) di Natsuko Aso.

#### Episodi
| Nº                                     | Titolo italiano (traduzione letterale) Giapponese 「Kanji」 - Rōmaji | In onda           | In onda |
| Nº                                     | Titolo italiano (traduzione letterale) Giapponese 「Kanji」 - Rōmaji | Giapponese        |         |
| Baka to test to shōkanjū (2010)        | |                   |         |
| 1                                      | L'idiota, il test e la guerra di evocazioni 「バカとクラスと召喚戦争」 - Baka to Kurasu to shōkan sensō | 6 gennaio 2010    |         |
| 1                                      | In una scuola in cui le classi degli studenti vengono decise attraverso un test, Akihisa Yoshii scopre che è stato assegnato nella classe peggiore: la classe F. Insieme a lui ci sono Minami, Hideyoshi, Yuuji, Kouta e Himeji Mizuki, una ragazza che si è sentita male durante l'esame, ottenendo un punteggio pari a zero. |                   |         |
| 2                                      | Gigli, rose ed educazione sanitaria 「ユリとバラと保健体育」 - Yuri to bara to hoken taiiku | 13 gennaio 2010   |         |
| 2                                      | Dopo la richiesta di sfida ricevuta, la classe F si reca nella classe A per negoziare il tipo di sfida tra classi. Alla fine viene decisa una battaglia cinque contro cinque, con il capoclasse perdente che dovrà soddisfare una richiesta della classe vincitrice.                                                           |                   |         |
| 3                                      | Spese alimentari, appuntamento e stun guns 「食費とデートとスタンガン」 - Shokuhi to Dēto to Sutangan | 20 gennaio 2010   |         |
| 3                                      | Akihisa e le ragazze vanno al cinema, incontrando Yuuji e Shoko che fanno lo stesso. Il giorno dopo, Akihisa è preoccupato, perché gli rimangono pochi soldi per comprarsi da mangiare. |                   |         |
| 4                                      | Amore, spezie e pranzi 「愛とスパイスとお弁当」 - Ai to Supaisu to obentō | 27 gennaio 2010   |         |
| 4                                      | Durante una lezione di recupero domenicale, Akihisa mangia la sua piccola parte di ramen istantaneo, non sentendosi però riempito a pieno. Così Minami spiega di aver preparato del pranzo in più, offrendosi di dargliene una parte.                                                                                          |                   |         |
| 5                                      | Mappe, tesori e l'attaccante Sigma V 「地図と宝とストライカー・シグマV」 - Chizu to takara to Sutoraikā Shiguma Faibu | 3 febbraio 2010   |         |
| 5                                      | La preside organizza una caccia al tesoro in cui vengono messi in palio molti premi. Ogni classe viene divisa in gruppi di tre persone. Akihisa viene messo insieme a Yuuji e Hideyoshi e i tre devono rispondere a delle domande per trovare i premi.                                                                         |                   |         |
| 6                                      | Io, la piscina e il paradiso dei costumi 「僕とプールと水着の楽園――と、」 - Boku to Pūru to Mizugi no Rakuen――to | 10 febbraio 2010  |         |
| 6                                      | Akihisa e Yuuji si intrufolano durante la notte nella piscina scolastica, ma vengono beccati da Nishimura, che li costringe a pulirla durante il weekend. Approfittando di ciò, decidono di passare la giornata in piscina insieme ai loro amici.                                                                              |                   |         |
| 7                                      | Io, Shoko e il Gran Parco Kisaragi 「俺と翔子と如月グランドパーク」 - Ore to Shōko to Kisaragi Gurando Pāku | 17 febbraio 2010  |         |
| 7                                      | Shoko appare nella camera di Yuuji, per convincerlo ad andare al Gran Parco Kisaragi, grazie a un biglietto premio datole da Akihisa. Infatti, al parco, tutti i loro amici si trovano lì, pronti ad organizzare il loro finto matrimonio.                                                                                     |                   |         |
| 8                                      | Temerarietà, labirinti e il progetto dell'avatar 「暴走と迷宮と召喚獣補完計画」 - Bōsō to meikyū to shōkanjū hokan keikaku | 24 febbraio 2010  |         |
| 8                                      | Minami sfida Akihisa in una battaglia d'allenamento tra famigli, ma qualcosa va storto durante l'evocazione. Sembra che ci sia qualche problema nel sistema scolastico e solo una persona può risolverlo: Akihisa. |                   |         |
| 9                                      | Bacio, busto, e coda di cavallo 「キスとバストとポニーテール」 - Kisu to Basuto to Ponītēru | 3 marzo 2010      |         |
| 9                                      | La sorella di Akihisa, Akira, torna a casa per controllarlo e per decidere se può continuare a vivere da solo. Le cose peggiorano ancora di più, quando gli amici di Akihisa si autoinvitano a casa sua. |                   |         |
| 10                                     | Test nullo, ladro fantasma e lettera d'amore 「模試と怪盗とラブレター」 - Moshi to kaitō to Rabu Retā | 10 marzo 2010     |         |
| 10                                     | Mizuki cerca di dare ad Akihisa la sua lettera d'amore, ma non ci riesce, e le cose si complicano quando la lettera finisce insieme alle prove per l'esame di collocamento nella cassaforte della scuola. |                   |         |
| 11                                     | Arcinemico, una lettera d'amore e il blitzkrieg 「宿敵と恋文と電撃作戦」 - Shukuteki to koibumi to dengeki sakusen | 17 marzo 2010     |         |
| 11                                     | La classe F decide di dichiarare guerra alla classe D, ma non sarà facile vincere, perché la distanza tra le due classi è molto ampia e il rappresentante della D ha un piano per contrastare Mizuki. |                   |         |
| 12                                     | Amore, coraggio e la nostra lotta è appena iniziata 「愛と勇気と俺達の戦いはこれからだ!(仮)」 - Ai to yūki to oretachi no tatakai wa kore kara da! Kakko kari | 24 marzo 2010     |         |
| 12                                     | La classe F pianifica di sconfiggere la classe A, e per farlo lascerà che le altre classi sfidino in delle simulazioni di ECE la classe A, approfittando del fatto che le altre classi hanno un debito con la classe F, dopo le sfide affrontate precedentemente.                                                              |                   |         |
| 13                                     | Gli idioti e i test - L'evocazione dei famigli 「バカとテストと召喚獣」 - Baka to Tesuto to shōkanjū | 31 marzo 2010     |         |
| 13                                     | Akihisa decide di chiedere alla preside una rivincita dell'ECE con la classe A, ma prima di ricevere un rifiuto, anche Shoko e Yuuko fanno la stessa richiesta. Questa volta Akihisa dovrà lottare da solo contro la capoclasse della A.                                                                                       |                   |         |
| Baka to test to shōkanjū matsuri (OAV) | |                   |         |
| 14                                     | Io, le cameriere e un nuovo inizio 「1日目「僕とメイドと新たなる旅立ち」」 - Ichinichime boku to Meido to aratanaru tabidachi | 23 febbraio 2011  |         |
| 14                                     | È il momento del festival scolastico e la classe F decide di organizzare un Caffè cinese europeo, utilizzando i guadagni per comprare delle nuove attrezzature, per evitare che Mizuki venga trasferita dai suoi genitori. |                   |         |
| 15                                     | Idioti, fuochi d'artificio e il torneo d'evocazioni 「2日目「バカと花火と召喚大会」」 - Futsukame baka to hanabi to shōkan taikai | 30 marzo 2011     |         |
| 15                                     | La classe F partecipa al torneo d'evocazioni per poter avere la possibilità di spendere i guadagni del giorno prima: le due squadre partecipanti sono composte da Akihisa con Yuuji e Minami con Mizuki. |                   |         |
| Baka to test to shōkanjū ni! (2011)    | |                   |         |
| 16                                     | Io, gli altri e la spiaggia 「僕とみんなと海水浴っ!」 - Boku to Minna to Kaisuiyoku! | 8 luglio 2011     |         |
| 16                                     | Akihisa, Mizuki, Minami, Yuuji, Hideyoshi, Kota, Shoko, Aiko e Akira vanno al mare, per festeggiare la fine del festival scolastico, dopo che Akihisa è riuscito a convincere sua sorella a far venire anche le ragazze. |                   |         |
| 17                                     | Io, lo yukata e il divertente Festival! 「僕と浴衣とお祭り騒ぎっ!」 - Boku to yukata to omatsurisawagi! | 15 luglio 2011    |         |
| 17                                     | Dopo essere scampati alla morte per miracolo, Akihisa e Yuuji vengono svegliati dalle ragazze, vestitesi con lo yukata, per andare al Festival che si tiene lì vicino. |                   |         |
| 18                                     | Io, quella ragazza e un peluche 「僕とあの娘とぬいぐるみっ!」 - Boku to ano ko to nuigurumi! | 22 luglio 2011    |         |
| 18                                     | Yuko chiede a Hideyoshi di scambiarsi i ruoli per un giorno, perché è stata scelta per cantare a scuola, ma lei non è brava come il fratello. In seguito, viene mostrata una storia di un anno prima su come Akihisa ha conosciuto Hazuki.                                                                                     |                   |         |
| 19                                     | Io, le vere intenzioni e la dignità di un uomo 「僕と本音と男の尊厳っ!」 - Boku to honne to otoko no songen! | 29 luglio 2011    |         |
| 19                                     | Akihisa, Yuuji, Hideyoshi e Kota giocano a una versione personalizzata di dubito. Successivamente la preside chiede ai ragazzi della classe F di testare i nuovi famigli, che ora sono più intelligenti, ma che rivelano quello che pensano gli evocatori.                                                                     |                   |         |
| 20                                     | Io, lo spione e il campo d'allenamento 「僕とのぞきと強化合宿っ!」 - Boku to nozoki to kyōka gasshuku! | 5 agosto 2011     |         |
| 20                                     | Prima di andare in gita scolastica, Akihisa e Yuuji vengono ricattati da una persona sconosciuta. Con l'aiuto di Kota e Hideyoshi scoprono che il ricattatore è una ragazza e così decidono di cercare il colpevole. |                   |         |
| 21                                     | Io, lo spiare e l'amicizia tra uomini 「僕とのぞきと男の友情っ!」 - Boku to nozoki to otoko no yūjō! | 12 agosto 2011    |         |
| 21                                     | Dopo aver fallito la sera prima, Akihisa e gli altri pianificano di tornare all'attacco del bagno delle ragazze per scoprire chi li ricatta, questa volta con l'aiuto del resto della classe. |                   |         |
| 22                                     | Io, lo spionaggio e il distante Shangri-La! 「僕とのぞきと遥かなる桃源郷っ!」 - Boku to nozoki to harukanaru tōgenkyō! | 19 agosto 2011    |         |
| 22                                     | Nell'ultima notte della gita scolastica, i ragazzi cercano di raggiungere il loro obiettivo di entrare nel bagno delle ragazze. Il primo passo per la riuscita del piano è convincere le altre classi a cooperare dandogli delle foto delle ragazze.                                                                           |                   |         |
| 23                                     | Io, il Giappone e le parole che non conosco 「ウチと日本と知らない言葉」 - Uchi to Nippon to shiranai kotoba | 26 agosto 2011    |         |
| 23                                     | Minami racconta la sua storia di come un anno fa si è trasferita in Giappone dalla Germania, e delle sue difficoltà con il giapponese. |                   |         |
| 24                                     | Io, il romanticismo e l'arte della negoziazione 「僕と恋路と交渉術っ!」 - Boku to koiji to kōshō-jutsu! | 2 settembre 2011  |         |
| 24                                     | Dopo che Minami bacia Akihisa davanti a Mizuki, le cose si complicano nei loro rapporti. Intanto, Yuuji scopre che la classe D vuole dichiarare guerra alla classe F, perché Miharu è gelosa della "relazione" tra Minami e Akihisa.                                                                                           |                   |         |
| 25                                     | Io, il romanticismo e l'arte dell'amore 「僕と恋路と恋愛術っ!」 - Boku to koiji to ren'ai-jutsu! | 9 settembre 2011  |         |
| 25                                     | Dopo le turbolenze precedenti, Minami dice ad Akihisa di non parlarle più. Il piano per evitare che la classe B dichiari guerra alla F ora si complica... |                   |         |
| 26                                     | Yuuji, Shoko e i loro ricordi d'infanzia 「雄二と翔子と幼い思い出」 - Yūji to shōko to osanai omoide | 16 settembre 2011 |         |
| 26                                     | Yuuji e Shoko ricordano di quando in quinta elementare i due si sono avvicinati, quando Shoko era senza amici e Yuuji era l'unica persona con cui poteva parlare. |                   |         |
| 27                                     | Gli stupidi, gli sciocchi ed il requiem 「バカと道化と鎮魂歌っ!」 - Baka to dōke to Rekuiemu! | 23 settembre 2011 |         |
| 27                                     | La preside attua una nuova modifica ai famigli degli studenti: quando vengono evocati si trasformano in diversi tipi di mostri. Approfittando di ciò, viene organizzata una sfida in cui gli studenti delle terze dovranno spaventare quelli delle seconde.                                                                    |                   |         |
| 28                                     | Gli stupidi, i test e i famigli 「バカとテストと召喚獣っ!」 - Baka to Tesuto to shōkanjū! | 30 settembre 2011 |         |
| 28                                     | Dopo che la maggior parte degli studenti delle seconde sono stati sconfitti, Minami e Akihisa vengono mandati sul campo di battaglia. |                   |         |

### Videogioco
Un videogioco per PlayStation Portable intitolato Baka to test to shōkanjū Portable (バカとテストと召喚獣 ポータブル?, Baka to Tesutoto shōkanjū Pōtaburu) è stato pubblicato il 13 dicembre 2012 in edizione regolare e limitata con box set.

## Accoglienza
L'adattamento anime ha ricevuto recensioni positive da parte della critica specializzata. Carl Kimlinger di Anime News Network ha dato a entrambe le stagioni una B- come giudizio, lodando la commedia e il suo stile tagliente, mentre ha criticato la scrittura dei personaggi femminili.